# Kraľovská dolina

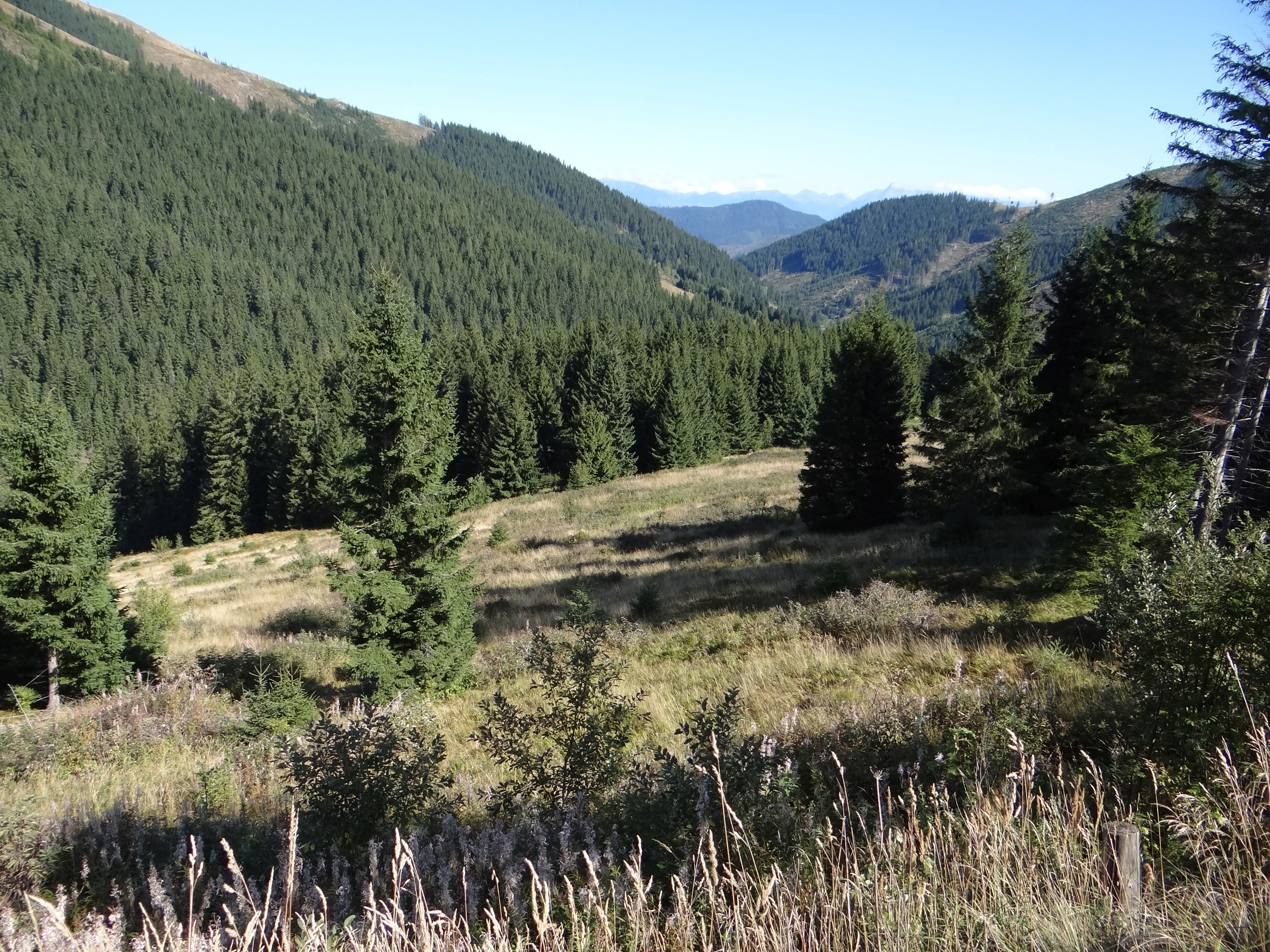
Bocianska dolina. Z lewej Kraľovská dolina wcinająca się w stoki Chopeca

Kraľovská dolina – dolina w Niżnych Tatrach na Słowacji. Jest orograficznie prawym odgałęzieniem Bocianskiej doliny, która dzieli Niżne Tatry na dwie części: zachodnią – większą i skupiającą wszystkie szczyty przekraczające 2000 m (Ďumbierske Tatry) oraz wschodnią – niższą i nieco mniej rozległą (Kráľovohoľské Tatry). Kraľovská dolina znajduje się w części zachodniej.
Kraľovská dolina wcina się pomiędzy północno-wschodnie zbocza szczytów Rovná hoľa (1723 m) i Chopec (1548 m). Opada w kierunku północno-wschodnim, w dolnej części zakręcając na wschód. Uchodzi do Bocianskiej doliny na wysokości około 850 m we wsi Nižná Boca. Dnem doliny spływa potok Chopcovica. W górnej części dolina rozgałęzia się na dwa ramiona.
Jest to jedno z krótszych odgałęzień Bocianskiej doliny. Najwyższe partie doliny znajdują się w obrębie Parku Narodowego Niżne Tatry. Podszczytowe partie Rovnej hoľi i Chopeca są trawiaste, niżej dolina porośnięta jest lasem, ale najniższe jej partie znów są bezleśne – zajęte przez pola i zabudowania wsi Nižná Boca. Wylot doliny przecina droga krajowa nr 72.

## Turystyka
Doliną prowadzi szlak turystyczny. Większa jego część wiedzie terenami otwartymi.
  Nižná Boca – Kraľovská dolina – Rovná hoľa. Odległość 5,6 km, suma podejść 872 m, czas przejścia: 2,35 h (z powrotem 1,45 h).